# Meljac
Meljac – miejscowość i gmina we Francji, w regionie Oksytania, w departamencie Aveyron. W 2013 roku jej populacja wynosiła 144 mieszkańców. Na terenie gminy do Céor uchodzi rzeka Hume. 